# 斯里蘭卡議會
斯里蘭卡國會是斯里蘭卡的一院制立法機構，由255名議員組成。議員在普遍選舉中以比例代表制選出。國會擁有立法權。它是以英國國會作為藍本。
議長負責主持會議，在他缺席時則由副議長，或委員會主席或委員會副主席代替執行職務。
斯里蘭卡總統有權傳召國會、停止會議、命令休會及解散國會。
255個議員中，196名在22個選舉區中選出，每個選區選出多名議員。剩下的國會議員由選舉名單中根據各政黨及獨立組織在全國投票中票數比例決定。

## 歷史

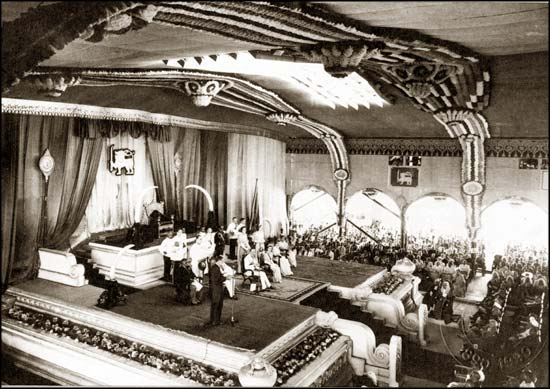
1947年首屆國會開幕

在錫蘭最早的立法機構是行政會議和立法會，於1833年3月13日根據科爾布魯克－卡梅隆委員會的推薦成立。行政會議由殖民地秘書、總檢察長、審計長和財長組成，它對錫蘭總督袛有顧問作用，總督主持會議及有權完全忽視行政會議的建議。在初期議席只預留給英國官員，但後來當地人亦可擔任成員。立法會最初有16席，後來增至49席，由選舉選出，但袛有少數人有資格投票。
1931年，立法會在多諾莫爾憲法被更有權力的錫蘭國家議會代替，全部議員皆由普遍選舉產生。
在1948年獨立前，1947年國家議會解散後成立了一個新的兩院制國會。它是基於英國國會的架構，由全部議員皆為委任的錫蘭參議院和民選的眾議院組成。眾議院有101名議員，並於1960年增至157席。參議院有30名議員，15名由眾議院選出，其餘則由錫蘭總督提名。
參議院於1971年10月2日解散。1972年3月22日在新共和憲法頒佈時，眾議院被有168名民選議員的全國會議取代。後來被斯里蘭卡國會於1977年頒佈新憲法，斯里蘭卡命名為斯里蘭卡民主社會主義共和國時取代。
1987年，在國會會議時，一枚手榴彈被混進會議廳內。二人被殺、16人受傷，但是襲擊目標總統朱尼厄斯·理查德·賈亞瓦爾德納則無受傷。人民解放陣線後來承認襲擊。
2015年8月20日，國會兩大黨斯里兰卡自由党和統一國民黨簽署了諒解備忘錄共同籌組政府以解決30年前斯里蘭卡內戰產生的問題，是斯里蘭卡歷史上首次有兩個大政黨籌組政府。總統辦公室表示，政府會以由兩個政黨組成的民族團結政府運作。

## 國會秘書處
由國會秘書長領導的國會秘書處負責處理國會行政工作。在1972年前，該職位名為國會文員。現時，國會秘書處分為八個部門。
這些部門分別為：
- 議會警衛官部
- 行政部
- 立法服務部
- 議事錄（英语：Hansard）部
- 財政及資源部
- 信息系統及管理部
- 工程師協調部
- 餐飲及家政部

議會警衛官負責安全及作為議式的主持人。
國會的工作人員諮詢委員會為國會秘書處提供建議和指導。委員會由主席、財政部長以及反對黨領袖組成。

## 外部連結
- 官方网站